# Гематрія
| Значення букв у Гематрії |          |
| Буква                    | Значення |
| א                        | 1        |
| ב                        | 2        |
| ג                        | 3        |
| ד                        | 4        |
| ה                        | 5        |
| ו                        | 6        |
| ז                        | 7        |
| ח                        | 8        |
| ט                        | 9        |
| י                        | 10       |
| כ                        | 20       |
| ל                        | 30       |
| מ                        | 40       |
| נ                        | 50       |
| ס                        | 60       |
| ע                        | 70       |
| פ                        | 80       |
| צ                        | 90       |
| ק                        | 100      |
| ר                        | 200      |
| ש                        | 300      |
| ת                        | 400      |
| ת"ק або ך                | 500      |
| ת"ר або ם                | 600      |
| ת"ש або ן                | 700      |
| ת"ת або ף                | 800      |
| תת"ק або ץ               | 900      |
| תת"ר або א'              | 1000     |

Гематрія (івр. גימטריה,їд. גימאַטריע, Ґематрія) — один з методів (поряд з нотаріконом[уточнити термін] і темурою[уточнити термін]) аналізу змісту слів і фраз на основі числових значень букв, що входять до них. Гематрією слова називають суму числових значень назв букв.
У слів з однаковою Гематрією передбачається символічний (прихований) смисловий зв'язок. Наприклад, однакову Гематрію (358) мають слова נחש (змій), משׁיח (месія), קורבן (жертва) і מחודש (оновлений, відновлений). Особливо широко метод Гематрії застосовується в кабалі для текстів на івриті та араміті.
У равиністичній літературі термін Гематрія зустрічається з II століття н. е. У Галасі Гематрія застосовується рідко, і тільки як мнемонічний прийом і натяк. Гематрія, як спосіб тлумачення окремих слів або навіть фраз займає важливе місце в Аґґаді і особдиво в пізніх аґґадичних мідрашах. Особливо інтенсивно метод застосування Гематрії розвивався серед ашкеназських містиків XII—XIII століть.
Аналогічні системи: абджадія в арабській мові, акшара-санкх'я в деванаґарі, ізопсефія в мовах з грецьким і кириличним письмом.

## Етимологія
Класичні вчені погоджуються, що єврейське слово гематрія походить від грецького слова γεωμετρία geōmetriā, « геометрія » , хоча деякі вчені вважають, що воно походить від грецького γραμματεια grammateia «знання письма ». Цілком ймовірно грецькі слова мали вплив на формування єврейського слова  . Деякі вважають, що це походить від порядку грецького алфавіту, де гамма є третьою літерою грецького алфавіту («гамма-тріа») .
Слово збереглося в англійській мові принаймні з 17 століття з перекладів творів Джованні Піко делла Мірандола . Воно широко використовується в єврейських текстах, особливо в тих, що пов’язані з кабалою . Ні це поняття, ні термін не зустрічаються в самій єврейській Біблії .